# ژودیت دورنیس
ژودیت دورنیس (فرانسوی: Judith Dornys‎؛ ۲۱ فوریه ۱۹۴۱ – ۱۹۸۹) بازیگر و هنرمند رقص مجارستانی‌الاصل اهل کانادا بود.
از فیلم‌هایی که وی در آن‌ها نقش داشته است، می‌توان به رامونا، خانم صاحبخانه هم روابط عاشقانه دارد، قصر لذت و سوزان، خانم صاحبخانه لان اشاره نمود.